# Liutold von Achalm
Liutold von Achalm (* um 1030; † 18. August 1098) war Graf von Achalm und Mönch.
Er war eines von zehn Kindern von Graf Rudolf von Achalm und Gräfin Adelheid von Wülflingen, einer Schwester des Erzbischofs Hunfried von Ravenna und Tochter des Grafen Liutold von Mömpelgard.
Die beiden Erben Rudolfs – Kuno und Liutold – verwalteten ihren Besitz als Grafen von Achalm ab ca. 1050 gemeinsam.
Zusammen mit seinem Bruder Kuno stiftete Luitold im Jahr 1089 das Kloster Zwiefalten, in dem er zuletzt als Mönch lebte und wo er im August 1098 starb.
Nach dem Tod Kunos 1092 übergab Liutold all seine ererbten Güter an das Kloster.
Mit seinem Tod endete die Linie Achalm.
| Personendaten    | Personendaten             |
| ---------------- | ------------------------- |
| NAME             | Liutold von Achalm        |
| KURZBESCHREIBUNG | Graf von Achalm und Mönch |
| GEBURTSDATUM     | um 1030                   |
| STERBEDATUM      | 18. August 1098           |
| STERBEORT        | Kloster Zwiefalten        |